# Ilton Chaves
Ilton de Oliveira Chaves, mais conhecido apenas como Ilton Chaves (Itinga, 28 de março de 1937 — Belo Horizonte, 27 de maio de 2021) foi um treinador e futebolista brasileiro, que atuou como volante.

## Carreira

### Como jogador

#### Início no Atlético-MG
Nascido na região mineira do Vale do Jequitinhonha, Ilton começou a jogar futebol em Teófilo Otoni, de onde, com apenas 18 anos, foi transferido para as divisões de base do Atlético Mineiro. Permaneceu no Galo por cerca de 5 anos, conquistando um Tricampeonato Mineiro e uma Copa Belo Horizonte.

#### Américas, de Minas e do Rio
Ainda na capital mineira, porém sem muito brilho, atuou pelo América Mineiro. Anos depois, foi para o America carioca, onde também não conseguiu mostrar seu melhor futebol.

#### Fim de carreira e consagração no Cruzeiro
Algum tempo depois, retornou à Belo Horizonte, onde vestira a camisa do Cruzeiro por meia década, e também onde encerrou sua carreira como atleta. Assim como no Galo, Ilton levantou a taça de Campeão Mineiro, é bem verdade que uma vez a mais na Raposa. Mas o maior feito dessa equipe foi outro: a Taça Brasil de 1966, conquistada de forma invicta.

#### Seleção Brasileira
As boas atuações de Ilton levaram-no à Seleção Brasileira. Entretanto, como muitos outros, ele não conseguiu se sair tão bem com a Amarelinha. Disputou apenas duas partidas e não marcou gols, durante o Campeonato Sul-Americano de 1963, realizado na Bolívia.

### Como treinador
Após pendurar as chuteiras, permaneceu na Raposa como auxiliar-técnico por 2 anos, onde também chegou a atuar algumas vezes como treinador interino nesse período. Tempos depois, ganhou a primeira oportunidade — de muitas que estavam por vir — de dirigir efetivamente o Cruzeiro.
Em Minas, além do Cruzeiro, também dirigiu Valeriodoce, Uberaba, América Mineiro, Villa Nova, Atlético-MG, Guarani-MG, Tupi, Uberlândia e Seleção Mineira.
Fora dos domínios mineiros, esteve no comando de Ceará, Sport, Santos, Santa Cruz, Náutico e Itabuna, além do Al-Rayyan, do Catar, que foi seu único clube estrangeiro.

## Morte
Ilton morreu em 27 de maio de 2021 no hospital Mater Dei em Belo Horizonte, aos 84 anos de idade, devido a complicações da doença de Alzheimer e anemia.

## Estatísticas

### Como jogador
| Anos      | Clubes             | J   | V   | E  | D  | GM | %      |
| --------- | ------------------ | --- | --- | -- | -- | -- | ------ |
| 1955–1960 | Atlético-MG        | 212 | 111 | 40 | 61 | 9  | 58,64% |
| 1961–1963 | América-MG         |     |     |    |    |    |        |
| 1963–1964 | America-RJ         |     |     |    |    |    |        |
| 1964–1969 | Cruzeiro           | 29  | 17  | 5  | 7  | 0  | 66,23% |
| 1963      | Seleção Brasileira | 2   | 1   | 0  | 1  | 0  | 50%    |
| 1963      | Seleção Mineira    |     |     |    |    |    |        |

|    | Data                | Time A    | Resultado | Time B   | Gols marcados | Estádio                | Local           | Competição               |
| -- | ------------------- | --------- | --------- | -------- | ------------- | ---------------------- | --------------- | ------------------------ |
| 1. | 14 de março de 1963 | Brasil    | 5–1       | Colômbia | 0             | Estádio Hernando Siles | La Paz, Bolívia | Campeonato Sul-Americano |
| 2. | 24 de março de 1963 | Argentina | 3–0       | Brasil   | 0             | Estádio Hernando Siles | La Paz, Bolívia | Campeonato Sul-Americano |

### Como treinador
| Anos                                                              | Clubes          | J   | V   | E   | D  | GP  | GC | SG | %      |
| ----------------------------------------------------------------- | --------------- | --- | --- | --- | -- | --- | -- | -- | ------ |
| 1969–1970 (interino) 1970 1970–1971 1972–1975 1979–1980 1983–1984 | Cruzeiro        | 403 | 234 | 100 | 69 |     |    |    | 62,38% |
| 1971–1972 1978–1979 1982 1988                                     | Valério         |     |     |     |    |     |    |    |        |
| 1975                                                              | Seleção Mineira |     |     |     |    |     |    |    |        |
| 1976                                                              | Uberaba         |     |     |     |    |     |    |    |        |
| 1977                                                              | Ceará           |     |     |     |    |     |    |    |        |
| 1977                                                              | América-MG      |     |     |     |    |     |    |    |        |
| 1978                                                              | Sport           |     |     |     |    |     |    |    |        |
| 1979                                                              | Santos          | 18  | 5   | 9   | 4  |     |    |    |        |
| 1981                                                              | Santa Cruz      |     |     |     |    |     |    |    |        |
| 1981                                                              | Náutico         |     |     |     |    |     |    |    |        |
| 1983 1984                                                         | Villa Nova      |     |     |     |    |     |    |    |        |
| 1986–1987                                                         | Atlético-MG     | 76  | 46  | 22  | 8  | 134 | 48 | 86 | 70,17% |
| –                                                                 | Al-Rayyan       |     |     |     |    |     |    |    |        |
| –                                                                 | Guarani-MG      |     |     |     |    |     |    |    |        |
| –                                                                 | Itabuna         |     |     |     |    |     |    |    |        |
| –                                                                 | Tupi            |     |     |     |    |     |    |    |        |
| –                                                                 | Uberlândia      |     |     |     |    |     |    |    |        |

## Títulos

### Como jogador
Atlético-MG
- Campeonato Mineiro: 1955, 1956 e 1958
- Copa Belo Horizonte: 1959

Cruzeiro
- Campeonato Mineiro: 1965, 1966, 1967 e 1968
- Taça Brasil (atual Campeonato Brasileiro - Série A): 1966 (invicto)[25]

Seleção Mineira
- Campeonato Brasileiro de Seleções Estaduais: 1963

### Como treinador
Cruzeiro
- Campeonato Mineiro: 1972, 1973, 1974 e 1975
- Taça Minas Gerais: 1973

Atlético-MG
- Campeonato Mineiro: 1986

## Campanhas de destaque

### Como jogador
Seleção Brasileira
- Campeonato Sul-Americano (atual Copa América): 1963 (4° colocação)

### Como treinador
Cruzeiro
- Campeonato Nacional de Clubes (atual Campeonato Brasileiro - Série A): 1974 (vice-campeão)